# Ophiogramma doris
Ophiogramma doris là một loài bướm đêm trong họ Geometridae.